# Nebenfahrzeug

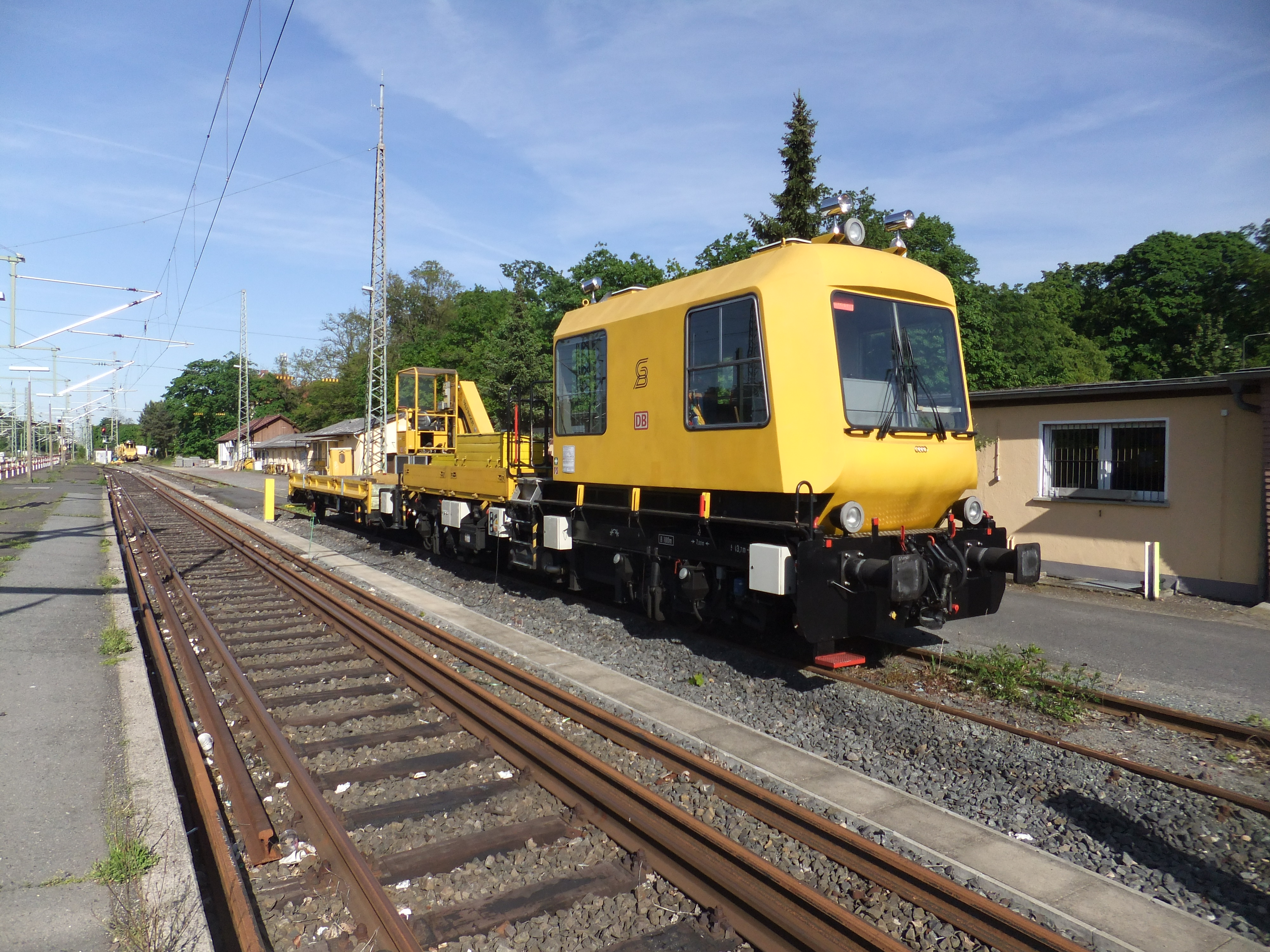
Schweres Nebenfahrzeug Nr. 97 17 55 102 18-5 (GAF 200 R) im Bahnhof Frankfurt am Main Stadion

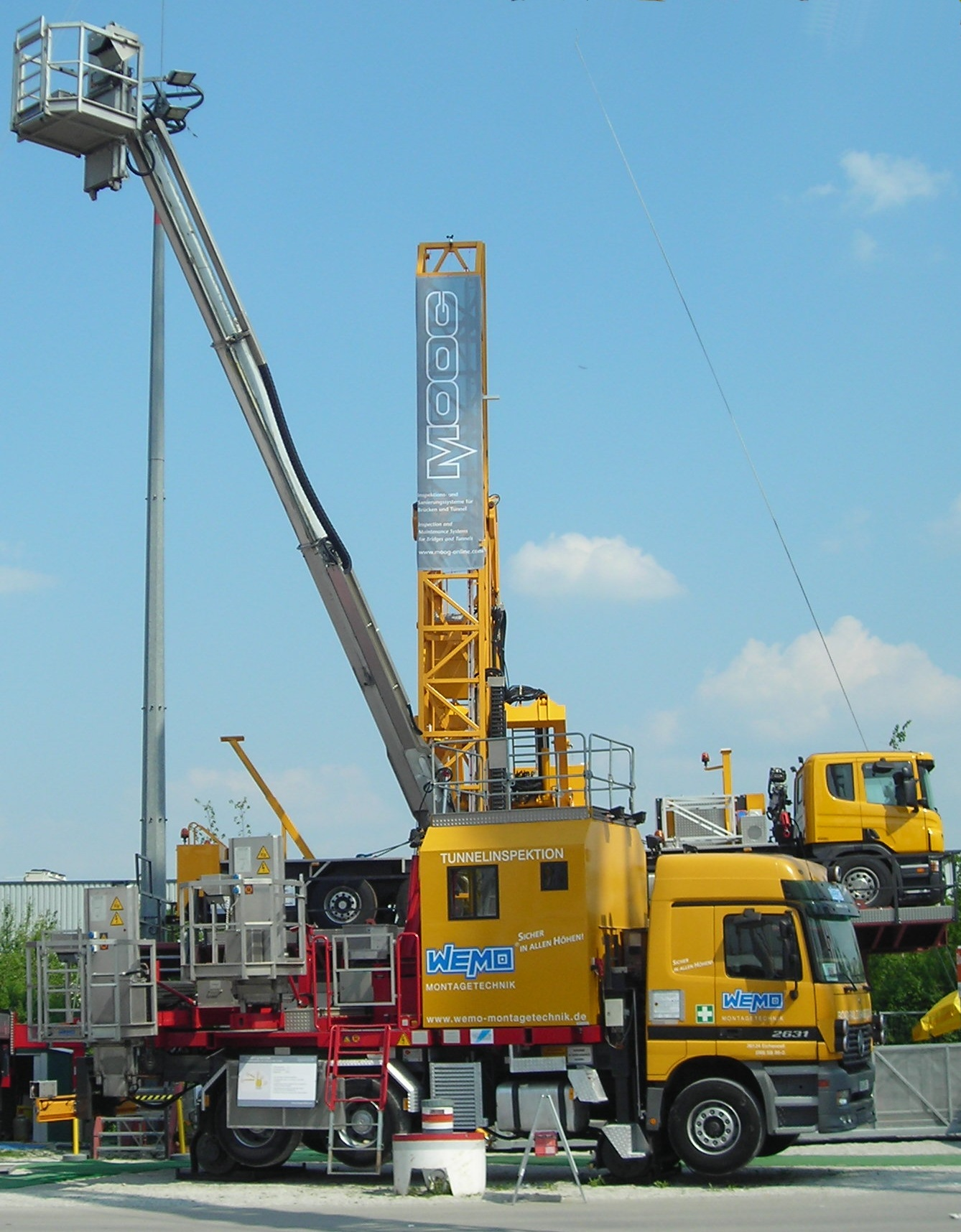
Schweres Nebenfahrzeug Wemo DC2631 zur Inspektion von Bahnanlagen (Zweiwegefahrzeug)

Als Nebenfahrzeug werden Schienenfahrzeuge bezeichnet, die für bestimmte eingeschränkte Betriebs-, Hilfs- und Sonderzwecke genutzt werden. Nach den einheitlichen Rechtsvorschriften für den internationalen Eisenbahnverkehr wird diese Fahrzeugkategorie als Spezialfahrzeuge bezeichnet.

## Kategorien
Die Norm EN 14033-1 teilt schienengebundene Bau- und Instandhaltungsmaschinen aufgrund ihrer Konzeption in folgende Kategorien ein:
- Maschinen, die in Züge mit einer Geschwindigkeit größer 100 km/h eingestellt werden dürfen:
  - Selbstfahrende Maschinen, die eine Geschwindigkeit größer als 100 km/h fahren können: Kategorie 1
  - Selbstfahrende Maschinen, die eine Geschwindigkeit kleiner als 100 km/h fahren können: Kategorie 2
  - Nicht selbstfahrende Maschinen: Kategorie 3
- Maschinen, die in Züge mit einer Geschwindigkeit kleiner 100 km/h eingestellt werden dürfen:
  - Selbstfahrende Maschinen: Kategorie 4
  - Nicht selbstfahrende Maschinen: Kategorie 5
- Maschinen, die nicht in Züge eingestellt werden dürfen:
  - Selbstfahrende Maschinen: Kategorie 6
  - Nicht selbstfahrende Maschinen: Kategorie 7

Zweiwegefahrzeuge sind in der Norm EN 15746-1 beschrieben und werden in die Kategorien 8 und 9 eingeteilt. Je nach Kategorisierung schreibt die Norm weitergehende technische Vorschriften vor. Nationale Besonderheiten können die Vorgaben der Norm weiter einschränken bzw. ergänzen.

## Deutschland
Bei den deutschen Eisenbahnen unterscheidet man die Nebenfahrzeuge von den Regelfahrzeugen. Während Letztere den Bauvorschriften der Eisenbahn-Bau- und Betriebsordnung in vollem Umfang entsprechen müssen, ist das für Nebenfahrzeuge nur insoweit vorgeschrieben, als es für den Sonderzweck, dem die Fahrzeuge dienen sollen, erforderlich ist.
In Deutschland unterteilt man Nebenfahrzeuge in folgende Kategorien:
- Selbstfahrende Nebenfahrzeuge
  - Gleisfahrbare Baumaschinen, z. B.:
    - Gleisstopfmaschine
    - Schotterplaniermaschine
    - Turmtriebwagen
    - Gleismesswagen

  - Gleiskraftfahrzeuge, z. B.:
    - Rottenkraftwagen

  - Zweiwegefahrzeuge
- Nicht selbstfahrende Nebenfahrzeuge, z. B.:
  - Material-Förder- und Siloeinheit
  - Anhängerfahrzeuge für Gleiskraft- oder Zweiwegefahrzeuge
  - Dienstgüterwagen

Betrieblich gesehen werden in Deutschland Nebenfahrzeuge, abhängig von ihrer Fahrzeugmasse, entweder als Schwere Nebenfahrzeuge (Schwerkleinwagen) oder als Kleinwagen eingestuft, je nachdem ob die sichere Funktion von Radsensoren und Gleisfreimeldeanlagen gewährleistet ist oder nicht. Kleinwagen dürfen deshalb nur als Sperrfahrt Kl verkehren. Schwere Nebenfahrzeuge, die auf Strecken mit induktiver Zugbeeinflussung eingesetzt werden sollen, müssen mit einer Punktförmigen Zugbeeinflussung ausgerüstet sein. Gemäß Eisenbahn-Bau- und Betriebsordnung müssen Nebenfahrzeuge, die schneller als 20 km/h verkehren, mit einer Sicherheitsfahrschaltung ausgestattet sein. Damit Nebenfahrzeuge in Züge eingestellt werden dürfen, müssen sie mit der entsprechenden Zug- und Stoßeinrichtung ausgerüstet und für die wirkenden Kräfte ausgelegt sein.

## Schweiz
In der Schweiz gibt es keine einheitliche Bezeichnung für Nebenfahrzeuge, auch gibt es keinen besonderen rechtlichen Status für sie. Meist werden sie unter der Bezeichnung selbstfahrende Dienstwagen und Baumaschinen zusammengefasst.